# Еурокрем
Еурокрем (скраћеница за Еурокрем Таково/ Eurocrem Takovo) је позната посластица коју производи српска прехрамбена компанија Таково у Горњем Милановцу. Рађена је по италијанској лиценци, а веома је била популарна и у некадашњој Југославији. Састоји се из чоколадног крема који има две половине: црну (браон, садржи лешник и какао у себи) и белу (садржи млеко).
Поред Еурокрем намаза, такође се производи и добро позната црно-бела табла Еурокрем блок.

## Историја
Жиг Еурокрем регистровала је 3. августа 1967. године италијанска компанија А. Гандола & Ц. Спа код Светске организације за интелектуалну својину (ВИПО) А. Гандола & Ц. Спа лиценцирали су бренд Еурокрем 1972. године за Таково, произвођача хране и пића са седиштем у Горњем Милановцу, који је данас део Свислајона. Таково је било једно од највећих индустријских предузећа бивше СФР Југославије. А. Гандола & Ц. Спа и даље производи оригинални Еурокрем чоколадни намаз.
Дана 15. септембра 2008. Свислајон је регистровао заштитни знак Таково Еурокрем код ВИПО, добивши регистарски број 993249. Према извештајима локалних медија из новембра 2011. године, од 12,000 тона Таково Еурокрема; половина те количине извози се у Сједињене Државе, западноевропске земље и земље бивше СФР Југославије.
Лиценцирани Еурокрем доступан је у само једној комбинацији укуса, лешнику и какаоу.
Еурокрем се продаје под различитим слоганима, укључујући „за растућу генерацију“, „растемо заједно“ и „постоји само један“, а последњи се користи недавно ажурирано: фебруар 2018.